# Sigebert el Coix
Sigebert el Ranc (o Sigibert el Ranc) († 507) fou un rei dels francs (renans) a Colònia. Era ja rei el 496 i estava emparentat amb Clodoveu I.

## Biografia
Cap document no permet de saber la data del seu adveniment, que és probablement posterior a 469. i anterior a 496.
Per tal de lluitar eficaçment contra la pressió dels alamans, els seus predecessors estaven aliats amb els burgundis i el príncep franc Sigemer s'havia casat amb una princesa burgúndia el 469 a Lió. Va seguir un període de tensió amb els francs salis, puix que Gondioc, rei dels burgundis i magister militum, el nou aliat dels francs renans, estava oposat a un altre magister militum, el romà Egidi (Ægidius) que estava aliat amb els francs salis.

Els regnes Francs vers el 480.

En l'època de Sigebert, la pau, fins i tot la cooperació, entre els francs salis i els francs renans va retornar. Sigebert no va participar en la batalla de Soissons en el moment de la campanya contra Siagri, al contrari dels altres reis francs: la seva missió era de protegir la defensa dels regnes francs contra els alamans. El 496, aquests últims envaïren el seu regne i Sigebert va cridar Clodoveu al seu socors. Els dos cosins lliuraren el combat a Tolbiac, desfen i rebutjant als alamans. Sigebert fou ferit al genoll en el transcurs de la batalla, ferida que li va comportar una ranquesa i el qualificatiu de «Ranc». Aquesta victòria contra els alamans sembla haver-se saldat amb un guany territorial, el de la regió Metz. En efecte aquesta regió a les mans dels alamans cap al 480, després fou part de la Francia Rinensis, segons el Cosmògraf de Ravenna, que tenia probablement les seves informacions del geògraf ostrogot Atanarid, que va escriure les seves obres entre 496 i 507.
A canvi de la seva ajuda, va enviar una part del seu exèrcit, dirigit pel seu fill Cloderic, a ajudar Clodoveu a combatre Alaric II, rei dels visigots a Vouillé, i després a conquerir l'Aquitània. Segons Gregori de Tours, a la fi de la campanya, Clodoveu va incitar Cloderic a matar el seu pare, el que va fer en el moment d'una passejada (o més probablement una cacera) d'aquest darrer al bosc de Bucònia. Però Godefroid Kurth, seguit actualment per Georges Bordonove, planteja alguns problemes en el relat de Gregori de Tours i estima que Sigebert s'hauria mort en una emboscada, sense que Cloderic en fos responsable.

## Família

### Ascendència
Si bé Gregori de Tours parla de Sigebert el Coix, no anomena res de l'ascendència d'aquest, limitant-se a assenyalar que Clodoveu i Sigebert eren parents.
Diversos autors consideren que els regnes francs eren governats pels membres d'una mateixa dinastia. Així Godefroid Kurth presenta els reis francs eliminats per Clovis com descendents de Clodió el Cabellut., Karl Ferdinand Werner parla del repartiment d'estats molt diversos entre els membres d'una mateixa dinastia. Christian Settipani presenta els diferents reis francs (Clodoveu I, Ragnacari, Riquer, Khararic i Sigebert el Coix) com descendents tots Clodió el Cabellut. i Franz Staab parla de la "dinastia merovingia renana" o de "la branca renana de la dinastia merovingia".
Existeix una genealogia redactada a Nèustria entre 584 i 629, que bé que fortament errònia, esmenta un Clodebald com a fill de Clodió i suggereix que Clodebald fou un predecessor de Cloderic. Una altra genealogia de reis francs, redactada a Austràsia vers 629 o 639 i que sembla igualment ser una interpolació d'una llista de reis salis, esmenta igualment un Clodebald fill de Clodió.
El 469, Sidoni Apol·linar explica en una carta la vinguda a Lió d'un príncep de nom Sigemer que es va casar amb una princesa burgúndia. La descripció del seu vestit permet identificar aquest Sigemer com un franc renà. Cloderic, el fill gran de Sigebert va néixer cap a 485, per tant Sigebert va néixer a tot tardar cap al 465 i no pot ser un fill de Sigemer casat el 469. En canvi probablement és el germà i podria ser fill de Clodebald.

### Descendència
D'una esposa de la qual el nom es manté desconegut, Sigebert va deixar diversos fills:
- Cloderic (vers 485 † 509) rei de Colònia, segons explica Gregori de Tours.
- Balderic, sacerdot i co-fondateur de l'abadia de Saint-Pierre-les-Dames a Reims
- santa Beuva o Boba (Bova), co-fundadora i primera abadessa de l'abadia de Saint-Pierre-les-Dames a Reims. Aquestos dos darrers noms són donats per Flodoard, a la seva Historia eccclesiæ Remensis qui precisa que eren fills d'un rei de nom Sigebert. Com que la fundació es va fer amb l'ajut de sant Remigi, aquest rei Sigebert no podria ser pas Sigebert I, sinó que hauria de ser per força Sigebert el Coix.[22]

### Genealogia hipotètica
|         |         |         |         |         |         |  |  |                                     |                                     |                                     |                                     |                                       |                                       |                                       |                                       |                                           |                                           |                                           |                                           | Clodió el Cabellut († 451) rei dels Francs |                                           |  |  |                                                     |                                                     |                                                     |                                                     |                                                     |                                                     |                                       |                                       |                                       |                                       |                                       |                                       |                                         |                                         |                                         |                                         |                                         |                                         |                   |                   |                   |                   |  |  |                                            |                                            |                                            |                                            |                                            |                                            |  |  |  |  |  |  |  |  |  |  |  |  |  |  |  |  |  |  |  |  |  |  |  |  |  |  |  |  |  |  |  |  |
|         |         |         |         |         |         |  |  |                                     |                                     |                                     |                                     |                                       |                                       |                                       |                                       |                                           |                                           |                                           |                                           |                                            |                                           |  |  |                                                     |                                                     |                                                     |                                                     |                                                     |                                                     |                                       |                                       |                                       |                                       |                                       |                                       |                                         |                                         |                                         |                                         |                                         |                                         |                   |                   |                   |                   |  |  |                                            |                                            |                                            |                                            |                                            |                                            |  |  |  |  |  |  |  |  |  |  |  |  |  |  |  |  |  |  |  |  |  |  |  |  |  |  |  |  |  |  |  |  |
|         |         |         |         |         |         |  |  |                                     |                                     |                                     |                                     |                                       |                                       |                                       |                                       |                                           |                                           |                                           |                                           |                                            |                                           |  |  |                                                     |                                                     |                                                     |                                                     |                                                     |                                                     |                                       |                                       |                                       |                                       |                                       |                                       |                                         |                                         |                                         |                                         |                                         |                                         |                   |                   |                   |                   |  |  |                                            |                                            |                                            |                                            |                                            |                                            |  |  |  |  |  |  |  |  |  |  |  |  |  |  |  |  |  |  |  |  |  |  |  |  |  |  |  |  |  |  |  |  |
|         |         |         |         |         |         |  |  |                                     |                                     |                                     |                                     | Meroveu († 457) rei dels Francs salis | Meroveu († 457) rei dels Francs salis | Meroveu († 457) rei dels Francs salis | Meroveu († 457) rei dels Francs salis | Meroveu († 457) rei dels Francs salis     | Meroveu († 457) rei dels Francs salis     |                                           |                                           |                                            |                                           |  |  |                                                     |                                                     |                                                     |                                                     |                                                     |                                                     | Clodebald rei de´ls Francs (renans ?) | Clodebald rei de´ls Francs (renans ?) | Clodebald rei de´ls Francs (renans ?) | Clodebald rei de´ls Francs (renans ?) | Clodebald rei de´ls Francs (renans ?) | Clodebald rei de´ls Francs (renans ?) |                                         |                                         |                                         |                                         |                                         |                                         |                   |                   |                   |                   |  |  |                                            |                                            |                                            |                                            |                                            |                                            |  |  |  |  |  |  |  |  |  |  |  |  |  |  |  |  |  |  |  |  |  |  |  |  |  |  |  |  |  |  |  |  |
|         |         |         |         |         |         |  |  |                                     |                                     |                                     |                                     | Meroveu († 457) rei dels Francs salis | Meroveu († 457) rei dels Francs salis | Meroveu († 457) rei dels Francs salis | Meroveu († 457) rei dels Francs salis | Meroveu († 457) rei dels Francs salis     | Meroveu († 457) rei dels Francs salis     |                                           |                                           |                                            |                                           |  |  |                                                     |                                                     |                                                     |                                                     |                                                     |                                                     | Clodebald rei de´ls Francs (renans ?) | Clodebald rei de´ls Francs (renans ?) | Clodebald rei de´ls Francs (renans ?) | Clodebald rei de´ls Francs (renans ?) | Clodebald rei de´ls Francs (renans ?) | Clodebald rei de´ls Francs (renans ?) |                                         |                                         |                                         |                                         |                                         |                                         |                   |                   |                   |                   |  |  |                                            |                                            |                                            |                                            |                                            |                                            |  |  |  |  |  |  |  |  |  |  |  |  |  |  |  |  |  |  |  |  |  |  |  |  |  |  |  |  |  |  |  |  |
|         |         |         |         |         |         |  |  |                                     |                                     |                                     |                                     |                                       |                                       |                                       |                                       |                                           |                                           |                                           |                                           |                                            |                                           |  |  |                                                     |                                                     |                                                     |                                                     |                                                     |                                                     |                                       |                                       |                                       |                                       |                                       |                                       |                                         |                                         |                                         |                                         |                                         |                                         |                   |                   |                   |                   |  |  |                                            |                                            |                                            |                                            |                                            |                                            |  |  |  |  |  |  |  |  |  |  |  |  |  |  |  |  |  |  |  |  |  |  |  |  |  |  |  |  |  |  |  |  |
| Genniod | Genniod | Genniod | Genniod | Genniod | Genniod |  |  | Khilperic ou Khildebert             | Khilperic ou Khildebert             | Khilperic ou Khildebert             | Khilperic ou Khildebert             | Khilperic ou Khildebert               | Khilperic ou Khildebert               |                                       |                                       | Khilderic I († 481) rei dels Francs salis | Khilderic I († 481) rei dels Francs salis | Khilderic I († 481) rei dels Francs salis | Khilderic I († 481) rei dels Francs salis | Khilderic I († 481) rei dels Francs salis  | Khilderic I († 481) rei dels Francs salis |  |  | Sigemer príncep franc el 469 x (princesa burgúndia) | Sigemer príncep franc el 469 x (princesa burgúndia) | Sigemer príncep franc el 469 x (princesa burgúndia) | Sigemer príncep franc el 469 x (princesa burgúndia) | Sigemer príncep franc el 469 x (princesa burgúndia) | Sigemer príncep franc el 469 x (princesa burgúndia) |                                       |                                       |                                       |                                       |                                       |                                       | Sigebert el Coix († 507) rei de Colònia | Sigebert el Coix († 507) rei de Colònia | Sigebert el Coix († 507) rei de Colònia | Sigebert el Coix († 507) rei de Colònia | Sigebert el Coix († 507) rei de Colònia | Sigebert el Coix († 507) rei de Colònia |                   |                   |                   |                   |  |  |                                            |                                            |                                            |                                            |                                            |                                            |  |  |  |  |  |  |  |  |  |  |  |  |  |  |  |  |  |  |  |  |  |  |  |  |  |  |  |  |  |  |  |  |
| Genniod | Genniod | Genniod | Genniod | Genniod | Genniod |  |  | Khilperic ou Khildebert             | Khilperic ou Khildebert             | Khilperic ou Khildebert             | Khilperic ou Khildebert             | Khilperic ou Khildebert               | Khilperic ou Khildebert               |                                       |                                       | Khilderic I († 481) rei dels Francs salis | Khilderic I († 481) rei dels Francs salis | Khilderic I († 481) rei dels Francs salis | Khilderic I († 481) rei dels Francs salis | Khilderic I († 481) rei dels Francs salis  | Khilderic I († 481) rei dels Francs salis |  |  | Sigemer príncep franc el 469 x (princesa burgúndia) | Sigemer príncep franc el 469 x (princesa burgúndia) | Sigemer príncep franc el 469 x (princesa burgúndia) | Sigemer príncep franc el 469 x (princesa burgúndia) | Sigemer príncep franc el 469 x (princesa burgúndia) | Sigemer príncep franc el 469 x (princesa burgúndia) |                                       |                                       |                                       |                                       |                                       |                                       | Sigebert el Coix († 507) rei de Colònia | Sigebert el Coix († 507) rei de Colònia | Sigebert el Coix († 507) rei de Colònia | Sigebert el Coix († 507) rei de Colònia | Sigebert el Coix († 507) rei de Colònia | Sigebert el Coix († 507) rei de Colònia |                   |                   |                   |                   |  |  |                                            |                                            |                                            |                                            |                                            |                                            |  |  |  |  |  |  |  |  |  |  |  |  |  |  |  |  |  |  |  |  |  |  |  |  |  |  |  |  |  |  |  |  |
|         |         |         |         |         |         |  |  |                                     |                                     |                                     |                                     |                                       |                                       |                                       |                                       |                                           |                                           |                                           |                                           |                                            |                                           |  |  |                                                     |                                                     |                                                     |                                                     |                                                     |                                                     |                                       |                                       |                                       |                                       |                                       |                                       |                                         |                                         |                                         |                                         |                                         |                                         |                   |                   |                   |                   |  |  |                                            |                                            |                                            |                                            |                                            |                                            |  |  |  |  |  |  |  |  |  |  |  |  |  |  |  |  |  |  |  |  |  |  |  |  |  |  |  |  |  |  |  |  |
|         |         |         |         |         |         |  |  | Clotilde († 545) princesa burgúndia | Clotilde († 545) princesa burgúndia | Clotilde († 545) princesa burgúndia | Clotilde († 545) princesa burgúndia | Clotilde († 545) princesa burgúndia   | Clotilde († 545) princesa burgúndia   |                                       |                                       | Clodoveu I († 511) rei dels Francs        | Clodoveu I († 511) rei dels Francs        | Clodoveu I († 511) rei dels Francs        | Clodoveu I († 511) rei dels Francs        | Clodoveu I († 511) rei dels Francs         | Clodoveu I († 511) rei dels Francs        |  |  | NN (princesa renana)                                | NN (princesa renana)                                | NN (princesa renana)                                | NN (princesa renana)                                | NN (princesa renana)                                | NN (princesa renana)                                |                                       |                                       | Cloderic († 508) rei de Colònia       | Cloderic († 508) rei de Colònia       | Cloderic († 508) rei de Colònia       | Cloderic († 508) rei de Colònia       | Cloderic († 508) rei de Colònia         | Cloderic († 508) rei de Colònia         |                                         |                                         | Balderic sacerdot                       | Balderic sacerdot                       | Balderic sacerdot | Balderic sacerdot | Balderic sacerdot | Balderic sacerdot |  |  | santa Beuva abadessa de St Pierre de Reims | santa Beuva abadessa de St Pierre de Reims | santa Beuva abadessa de St Pierre de Reims | santa Beuva abadessa de St Pierre de Reims | santa Beuva abadessa de St Pierre de Reims | santa Beuva abadessa de St Pierre de Reims |  |  |  |  |  |  |  |  |  |  |  |  |  |  |  |  |  |  |  |  |  |  |  |  |  |  |  |  |  |  |  |  |
|         |         |         |         |         |         |  |  | Clotilde († 545) princesa burgúndia | Clotilde († 545) princesa burgúndia | Clotilde († 545) princesa burgúndia | Clotilde († 545) princesa burgúndia | Clotilde († 545) princesa burgúndia   | Clotilde († 545) princesa burgúndia   |                                       |                                       | Clodoveu I († 511) rei dels Francs        | Clodoveu I († 511) rei dels Francs        | Clodoveu I († 511) rei dels Francs        | Clodoveu I († 511) rei dels Francs        | Clodoveu I († 511) rei dels Francs         | Clodoveu I († 511) rei dels Francs        |  |  | NN (princesa renana)                                | NN (princesa renana)                                | NN (princesa renana)                                | NN (princesa renana)                                | NN (princesa renana)                                | NN (princesa renana)                                |                                       |                                       | Cloderic († 508) rei de Colònia       | Cloderic († 508) rei de Colònia       | Cloderic († 508) rei de Colònia       | Cloderic († 508) rei de Colònia       | Cloderic († 508) rei de Colònia         | Cloderic († 508) rei de Colònia         |                                         |                                         | Balderic sacerdot                       | Balderic sacerdot                       | Balderic sacerdot | Balderic sacerdot | Balderic sacerdot | Balderic sacerdot |  |  | santa Beuva abadessa de St Pierre de Reims | santa Beuva abadessa de St Pierre de Reims | santa Beuva abadessa de St Pierre de Reims | santa Beuva abadessa de St Pierre de Reims | santa Beuva abadessa de St Pierre de Reims | santa Beuva abadessa de St Pierre de Reims |  |  |  |  |  |  |  |  |  |  |  |  |  |  |  |  |  |  |  |  |  |  |  |  |  |  |  |  |  |  |  |  |

## Les Fonts
| «                                                                                          | Aleshores Clodoveu va arribar a les mans amb Alaric, rei dels gots, al camp de Vouglé [Vouillé] a tres llegües de la vila de Poitiers. Els gots van prendre en fuita segons el seu costum, i el rei Clodoveu, ajudat de Déu, va obtenir la victòria; tenia per aliats al fill de Sigebert el Coix, anomenat Cloderic. Aquest Sigebert era ranc d'un cop que havia rebut al genoll a la batalla de Tolbiac contra els alemanys. | » |
| — Gregori de Tours, Histoire des Francs, llibre II, XXXVII - traducció de François Guizot. | |   |

| «                                                                                   | El rei Clodoveu, durant la seva estada a París (l'any 509), va enviar en secret un missatge al fill de Sigebert, i li va dir: Vet aquí que ton pare és vell i ranc del seu peu malalt; si ell moria, el seu regne et pertanyeria de dret així com la meva amistat. Seduït per aquesta ambició, Cloderic va formar el projecte de matar el seu pare. Sigebert, havent sortit de la ciutat de Colònia i passat el riu Rin per passejar al cos de Bucònia, al migdia va fer una becaina a la seva tenda; el seu fill va enviar allí dos assassins i el va fer matar en l'esperança que posseiria el regne. Però, pel judici de Déu, va caure al parany que havia cavat tant malèvolament contra el seu pare. Va enviar al rei Clodoveu uns missatges anunciant la mort del seu pare i li va dir: el meu pare és mort i tinc al meu poder els seus tresors i el seu regne; envia'm alguns del teus i els lliuraré una part d'aquestos tresors que et complagui. Clodoveu li va respondre: Faig gràcies a la teva bona voluntat i et prego de mostrar els tresors als meus enviats, després que tu els posseiràs tots. Cloderic va mostrar els tresors del seu pare als enviats i mentre els examinaven el príncep va dir: el meu pare tenia el costum de acumular les peces d'or en un cofre. Li van respondre: poseu la mà fins al fons per a trobar-les totes. Ho va fer i quan estava completament inclinat un dels enviats li va baixar la tapa i li va trencar el crani. Així aquest fill indigne va patir una mort com la que havia preparat al seu pare. Clodoveu, quan va saber que Sigebert i el seu fill eren morts, va partir cap a Colònia, i havent convocat a tot el poble li va dir: escolteu què ha passat: mentre jo navegava per l'Escalda, Cloderic, fill del meu parent, turmentava son pare dient-li que jo el volia matar; quan Sigebert fugia pel bosc de la Bucònia Cloderic va enviar contra ell uns assassins que el van matar; després ell mateix fou assassinat, no sé per qui, al moment que obria els tresors del seu pare. Jo no tinc res a veure amb aquestos fets. Jo no puc pas vessar la sang dels meus parents puix que això està prohibit; però ja que les coses han arribat, us donaré un consell, que si us agrada acceptareu. Feu-me confiança, poseu-vos sota la meva protecció. El poble va respondre amb aplaudiments de mà i de boca, i el van aixecar sobre un escut aclamant-lo com el seu rei. Clodoveu va rebre doncs el reialme i els tresors de Sigebert i els va ajuntar als seus dominis. | » |
| — Gregori de Tours, Histoire des Francs, llibre II, XL - traducció François Guizot. | |   |